# 帕科羅斯二世

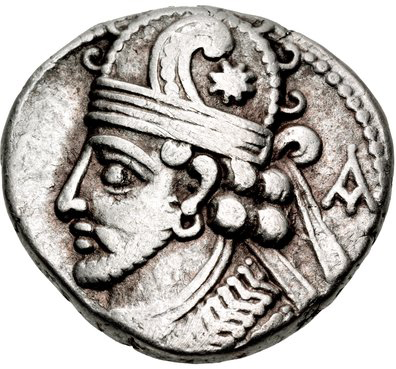
帕科羅斯二世

帕科羅斯二世是安息帝國之王，78年至110年在位。
帕科羅斯是沃洛吉斯一世之子。在位期間，帕科羅斯先後面臨兄弟沃洛吉斯、阿爾達班對王位的爭奪。110年去世，由兒子沃洛吉斯三世繼位。